# Représentation LGBT à la télévision
Cette page contient des caractères spéciaux ou non latins. S’ils s’affichent mal (▯, ?, etc.), consultez la page d’aide Unicode.
Cet article traite de la représentation de l’homosexualité, de la bisexualité et de la transidentité dans les séries télévisées et les téléfilms à travers le monde. Ces thèmes occupent une place grandissante dans l'univers télévisuel au fil des dernières décennies[Quand ?].

## Définition
La représentation de l’homosexualité, de la bisexualité et de la transidentité dans les séries télévisées a connu des transformations importantes depuis les allusions à une homosexualité présumée dans les Mystères de l'Ouest, ou la mise en scène de personnages pratiquement asexuels tels Steven Carrington dans Dynastie (1981-1989) et Matt Fielding dans Melrose Place (M. Fielding qui, en 1992, fut le premier personnage ouvertement homosexuel récurrent dans un soap opera diffusé en prime-time). Ainsi par exemple, Ellen a fait son coming out, Buffy a une meilleure amie lesbienne, et le fils cadet de la famille Fisher (dans Six Feet Under) est en couple avec un policier afro-américain. Les personnages gays ne sont plus cantonnés aux petits rôles, certaines séries télévisées leur sont même entièrement consacrées, on peut citer :
- Will et Grace (1998) : homosexualité masculine ;
- Queer as Folk (1999) : homosexualité masculine, première version britannique rapidement suivie d'un remake américain en 2000. Ce remake, diffusé par la chaîne câblée Showtime, a duré 5 saisons, et a montré pour la première fois aux États-Unis des personnages ouvertement gays ayant des rapports sexuels ;
- The L Word (2004) : homosexualité féminine.

Les personnages récurrents homosexuels, ou faisant leur coming out au cours de la série, ont fait leur apparition à la télévision dans les années 1980, commençant par des rôles mineurs et souvent caricaturaux. Ils ont ensuite évolué dans les années 1990 et prennent aujourd'hui une place importante dans l'univers télévisuel.
La production doit néanmoins quelquefois s'adapter : à la suite des plaintes des autorités turques pour le projet de série Şimdiki Aklım Olsaydı (If only) créée par Ece Yörenç et comprenant un couple gay, Netflix a déplacé le tournage en Espagne. La série, de son titre français Si j'avais su, a ainsi pu sortir en 2022.

## Téléfilms

### États-Unis
- Un printemps de glace de John Erman, 1985.
- Anatomie d'un top model, avec Angelina Jolie, 1998
- Insoupçonnable Vérité de Arvin Brown, 1998
- Sex Revelations, avec Sharon Stone, Chloë Sevigny, Vanessa Redgrave…, 2000
- Bobby, seul contre tous (Prayers For Bobby) avec Sigourney Weaver, 2009 ; drame biographique qui traite de l’homosexualité masculine à l'adolescence et des discriminations et préjugés liée à l’homosexualité dans une famille religieuse ainsi que de l’acceptation par cette famille ; il a reçu de nombreuses distinctions et un bon accueil du public.